# Les Hauts de Hurlevent (film, 1992)
Pour les articles homonymes, voir Les Hauts de Hurlevent (homonymie).
Pour plus de détails, voir Fiche technique et Distribution.
Les Hauts de Hurlevent (Wuthering Heights) est un film réalisé en 1992 par Peter Kosminsky. Il s'agit d'une adaptation du roman d'Emily Brontë, Les Hauts de Hurlevent.

## Fiche technique
- Titre : Les Hauts de Hurlevent
- Titre original : Wuthering Heights
- Réalisation : Peter Kosminsky
- Scénario : Anne Devlin d'après le roman du même nom d'Emily Brontë
- Musique : Ryuichi Sakamoto
- Photographie : Mike Southon
- Montage : Tony Lawson
- Costumes : James Acheson
- Production : Simon Bosanquet (producteur exécutif), Mary Selway (productrice), Chris Thompson (producteur associé).
- Société de production : Paramount Pictures
- Pays :  Royaume-Uni et  États-Unis
- Genre : Drame, historique et romance
- Durée : 105 minutes
- Dates de sortie : 
  -  Royaume-Uni : 16 octobre 1992

## Distribution
- Juliette Binoche (VF : Françoise Cadol) : Catherine Earnshaw/Catherine Linton
- Ralph Fiennes (VF : Patrick Osmond) : Heathcliff
- Janet McTeer (VF : Dany Tayarda) : Nelly Dean
- Sophie Ward (VF : Véronique Alycia) : Isabelle Linton
- Simon Shepherd (VF : Pierre Laurent) : Edgar Linton
- Jeremy Northam (VF : Daniel Lafourcade) : Hindley Earnshaw
- Jason Riddington : Hareton Earnshaw
- Simon Ward (VF : Marcel Guido) : Mr. Linton
- Dick Sullivan : Parson
- Robert Demeger : Joseph
- Paul Geoffrey : Mr. Lockwood
- John Woodvine (en) (VF : Pierre Baton) : Mr. Earnshaw
- Jennifer Daniel : Mrs. Linton
- Janine Wood : Frances Earnshaw
- Jonathan Firth (VF : Bertrand Liebert) : Linton Heathcliff
- Jon Howard : Heathcliff enfant
- Jessica Hennell (VF : Sarah Marot) : Cathy enfant
- Trevor Cooper : Dr. Kenneth
- Steven Slarke (VF : Charles Pestel) : Hindley Earnshaw à 16 ans
- Sean Bowden : Hareton enfant
- Sarah Ryney : Sally
- Sinéad O'Connor (VF : Anne Deleuze) : Emily Brontë